# 千葉県立保健医療大学
千葉県立保健医療大学（ちばけんりつほけんいりょうだいがく、英語: Chiba Prefectural University of Health Sciences）は、千葉県千葉市美浜区若葉2-10-1に本部を置く日本の公立大学。2009年創立、2009年大学設置。

## 概要
1981年、千葉県歯科衛生専門学院・千葉県栄養専門学院が統合され、公立共学短期大学として千葉県立衛生短期大学が創立。2009年4月、千葉県立衛生短期大学と千葉県立医療技術大学校が統合され、公立四年制大学として創立。

### 大学の理念・目的
以下の4点を理念と目的に掲げている。
- 高い倫理観と豊かな人間性を持った人材の育成

生命の尊厳を深く理解し、専門職としての高い倫理観を育み、人間を総合的に理解し、多様性を認めあう広い視野を持った人材を育成します。
- 健康づくりなどの保健医療に関わるすぐれた専門職の育成

すぐれた専門的知識・技術を習得し、一人ひとりの状況に応じた健康づくりなどの多様な保健医療を研究・企画・評価する能力を持った人材を育成します。
- 地域社会に貢献し、保健医療の国際化に対応できる人材の育成

地域に開かれた大学において、県民、保健医療関係者と広く連携・交流を行い、地域社会に貢献する意識態度を醸成します。また、国の内外を問わず国際的な視野を持って活動できる人材を育成します。
- 県の健康づくり政策のシンクタンク機能

健康づくりなどの保健医療の政策課題に関する実践的研究を行い、その成果を地域に還元し、県の健康づくり政策に貢献します。

## 沿革
| 2005年（平成17年）4月    | 県健康福祉部内に保健医療大学準備室を設置                 |
| 2005年（平成17年）7月    | 保健医療大学整備検討委員会を設置                         |
| 2006年（平成18年）4月    | 保健医療大学準備室を課相当の保健医療大学設立準備室に改組 |
| 2006年（平成18年）7月    | 保健医療大学整備計画を策定                               |
| 2008年（平成20年）3月    | 文部科学省に設置認可申請書提出                           |
| 2008年（平成20年）10月   | 文部科学省設置認可                                       |
| 2009年（平成21年）4月1日 | 千葉県立保健医療大学開学                                 |

## 基礎データ

### 所在地
- 幕張キャンパス（千葉県千葉市美浜区若葉2-10-1）
  - 健康科学部看護学科、栄養学科、歯科衛生学科が使用する。
  - 最寄り駅は、JR総武線幕張駅、京葉線海浜幕張駅、京成千葉線京成幕張駅。
- 仁戸名キャンパス（千葉県千葉市中央区仁戸名町 645-1）
  - 健康科学部リハビリテーション学科が使用する。
  - 最寄り駅は、京成千原線大森台駅。

放送大学学園と単位互換協定を結んでおり、放送大学で取得した単位を卒業に要する単位として認定することができる。なお放送大学の本部は幕張キャンパスの正面にあり、申請すれば付属図書館も利用できる。

## 教育および研究

### 組織

#### 学部
- 健康科学部
  - 看護学科
  - 栄養学科
  - 歯科衛生学科
  - リハビリテーション学科
    - 理学療法学専攻
    - 作業療法学専攻

## 取得資格
資格
- 栄養学科：栄養士 、栄養教諭一種免許

受験資格
- 看護学科：看護師、保健師、助産師
- 栄養学科：管理栄養士
- 歯科衛生学科：歯科衛生士
- リハビリテーション学科理学療法学専攻：理学療法士
- リハビリテーション学科作業療法学専攻：作業療法士